# Домашний гусь

Домашний гусь — одомашненная форма водоплавающих птиц, происходящих от серого гуся (Anser anser) и от сухоноса (A. cygnoides), с которыми образует общие виды. Как правило, домашние гуси неспособны к полёту.
Домашний гусь больше дикого и чаще белого цвета, чем серого. Приручен в глубокой древности; разводится ради мяса, жира, перьев и гусиной печени. Домашние гуси несут в год 15—30 яиц, из которых под гусыню в домашних условиях подкладывают 10—14 яиц. Через 28—30 дней вылупляются птенцы.

## Происхождение

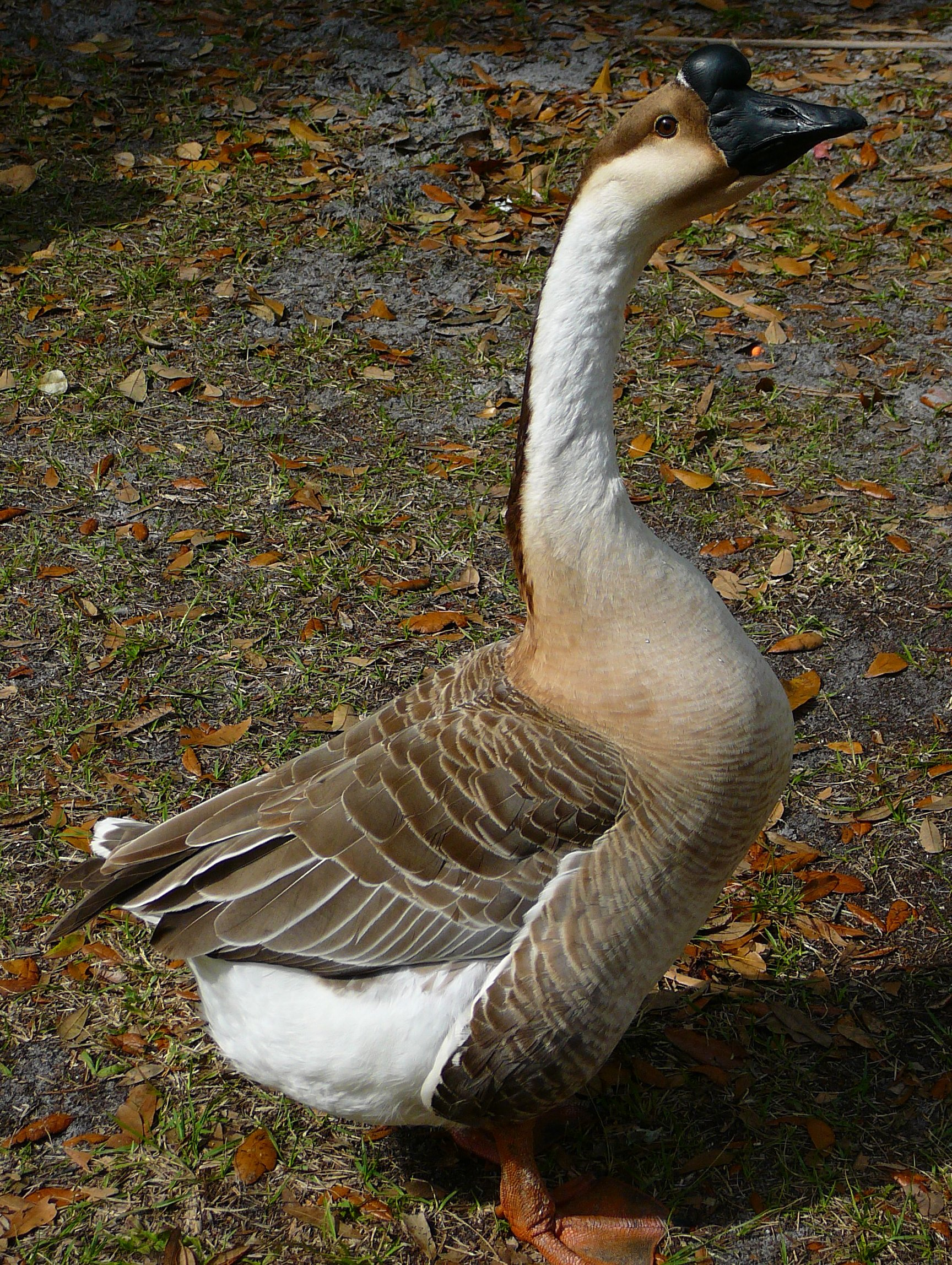
Гусь китайской породы, происходящей от сухоноса

Домашние гуси ведут своё происхождение от дикого серого гуся (A. anser), проявляя с ним большое внешнее и анатомическое сходство. Предком китайской породы домашнего гуся и производных от неё является сухонос (A. cygnoides). Имеются также отдельные сведения и предположения, что в образовании некоторых пород домашних гусей могли участвовать другие дикие представители гусеобразных — белолобый гусь (A. albifrons), пискулька (A. erythropus). В случае породы псковских лысых гусей, а также гуменник (A. fabalis), горный гусь (A. indicus) и даже лебедь-шипун (Cygnus olor).

## История одомашнивания
Из-за перьев и вкусного мяса серый гусь был одомашнен довольно рано. Изучая библейские тексты, древнеегипетские и древнеримские источники, документы Древнего Китая, можно заключить, что это одна из древнейших домашних птиц, поскольку гусей одомашнили более трёх тысяч лет назад. Так, в Библии (3Цар. 4:23, Неем. 5:18) упоминаются птицы, особенно откормленные, под которыми, с большой вероятностью, в означенной цитате разумеются гуси.
Однако гуси менее других домашних птиц изменены человеком; современный домашний гусь практически такой же, каким он разводился ещё древними римлянами и германцами. У древних греков гусь был посвящён Персефоне и Приапу, то есть был священным животным, и держался в качестве домашнего любимца, красотой которого восхищались. По преданию, у Пенелопы было 20 домашних гусей, которые служили, скорее, как украшение двора, нежели как полезные животные. Дарвин отмечал, что одомашнивание гусей «в древности видно из некоторых стихов у Гомера».
Использование гусей в качестве сторожевых животных имеет длительную историю.
- У римлян почитался гусь Юноны, из-за чего в храме этой богини в Капитолии содержались гуси (388 до н. э.). По словам Дарвина, «это посвящение указывает на значительную давность приручения»[1]. Именно гуси при нападении галлов в 390 г. до н.э. своим шумом разбудили охранный гарнизон и тем спасли Капитолий от галлов[9].
- В начале 1960-х годов гусей начали использовать для охраны складов в Шотландии[10]. В 1980-е годы прошедшие обучение сторожевые гуси использовались в системе охраны военных баз США на территории ФРГ[11] и в Бразилии (при появлении незнакомцев они поднимали шум)[12].

## Породы гусей
Образование различных пород гусей проходило главным образом в Европе. Сначалa главной целью являлось увеличение размеров гуся. Уже 150 лет назад домашние гуси достигали 8 кг веса. Позже в поле зрения всё больше попадало такое качество, как способность к увеличенному воспроизводству.
В прежнее время гуси разводились также ради гусиных боёв, и известны применяющиеся для этого бойцовые породы гусей.

## Продуктивность
Одна гусыня за год может производить 20—25 гусят, в результате откорма которых получают до 100 кг мяса. Гуси характеризуются отличной способностью использовать пастбища и зелёные корма. Возраст начала несения яиц — 265—350 дней, а при интенсивном выращивании — 160—180 дней. Период яйцекладки составляет от 4 до 8 месяцев и обычно приходится на зимне-весенние месяцы. Применяя искусственное освещение, яйцекладку можно вызывать также осенью. Яйценоскость составляет 30—40 яиц, у некоторых пород — до 100 яиц. Живая масса взрослых гусаков 5—6 кг, наибольшая до 12 кг, гусынь — 4—5 кг, наибольшая до 10 кг.

## Разведение

### В домашних условиях
Гусь разводится и содержится в хозяйстве, как убойная птица для получения мяса, потрохов, пуха и пера. При этом, согласно В. Т. Собичевскому, уже более 100 лет назад признавалось, что рациональное гусеводство может доставить 75—100 % на затраченный капитал. Гусь, как плавающая птица, нуждается, чтобы при его разведении вблизи была вода — пруд или речка; но, будучи вынослив, легко свыкается с окружающей обстановкой и довольствуется корытом или деревянным чаном с водой, врытыми в землю. Он не боится даже сильных морозов, и потому гусятня, или гусятник, могли помещаться в холодных хлевах или сараях. Отличаясь в общем уживчивостью (кроме бойцовых гусей), эта птица удобно содержится большими стадами.
Особенно важно для успешного разведения гусей, чтобы они получали корм в достаточном количестве, постоянно имели в изобилии свежую воду и могли свободно прогуливаться вблизи гусятни. Обладая хорошим аппетитом, гусь ест много и скоро начинает жиреть, что вредно отражается на его плодовитости: гусыня перестаёт нестись или же кладёт только жировые яйца, не дающие приплода. Ранее считалось, что лучшая пища для гусей — овёс (гарнец, то есть четверть ведра или 3,2798 литра, в день на шесть голов, в два приёма, утром и вечером). Разнообразие корма способствует ожирению и должно быть особенно избегаемо перед наступлением времени кладки яиц, «когда гусыня находится в наборе». Ожиревшим, или солощим, гусыням уменьшают порцию корма наполовину. В стаде обыкновенно считают одного гусака на 5—6 гусынь; первые пригодны на племя с 2 до 5 лет, а вторые — с 2 до 8 лет, хотя те и другие могут жить до 30 лет. При надлежащем уходе с начала марта, а иногда даже с половины февраля, начинается несение яиц, продолжающееся месяц и повторяющееся 2—4 раза в год. Перед тем как домашние самки занесутся, у них начинается линька. Вылезающим пухом они устилают гнездо. В прежние времена из яиц осенней носки не выводили гусят вследствие трудности их выращивания в холодное время.
Гусыня обыкновенно кладёт яйца через день, изредка только подряд. Наиболее бывает яиц в первую кладку — 7—15; всего же в течение года 15—30 яиц. В дореволюционной практике разведения гусей в частных хозяйствах в гнездо клали под гусыню 10—12, редко 14 яиц; остальные подкладывали под кур. Считалось, что более высокая температура тела этих птиц вызывает ускоренный выход птенцов из яиц, вредный для их здоровья, что устранялось лёгким вспрыскиванием яиц тёплой водой, когда с них сходила на некоторое время наседка. Через 28—30 дней начинают вылупляться гусята. В первое время гусята содержались вместе с гусыней в тёплом помещении и получали размоченный в воде белый хлеб, мелко изрубленные, круто сваренные яйца (на это шли и свежаки, неоплодотворённые яйца из-под наседки), овсяное тесто, замешанное на молоке, ячменное тесто с примесью мелкоизрубленной крапивы и т. п. Согласно этой прежней практике, свежая вода для питья и плаванья гусят должна постоянно находиться в гусятне. Через 2—3 недели можно кормить отварным картофелем, смешанным с отрубями и обваренной рубленной крапивой, а также для замены пастбищного корма давать капустный лист, отбросы всякой зелени и т. п. На 3—4-й неделе, в тёплые дни, когда обсохнет роса, выпускают гусят с гусыней на луг к воде, где часто могут прожить всё лето, не получая корма. В то же время считалось, что не следует держать их на прудах, где они потребляют много рыбы и рыбьей икры, отчего гусиное мясо получает неприятный вкус. На 4-й неделе начинается оперение гусят летним пером; к трём месяцам вырастают у них крылья, и к шести гусёнок превращается в совершенно сформировавшегося молодого гуся. Осенью производилась сортировка гусей: одни выбирались на племя, другие же предназначались для убоя и шли в откорм.
В дореволюционной России применяли следующую систему откорма гусей. Корм первым (зёрна овса и ячменя, озадки хлеба, мелкоискрошенная капуста, морковь, репа и т. п.) давался в умеренном количестве, предрасполагающем к плодовитости. С целью ожирения сажали по 2—3 гуся в особые откормочные ящики — клетки с решётчатым дном в задней части и кормили три раза в день, попеременно разваренным зерном ячменя, кукурузы, ржи, пшеницы или овса, и поили водой, смешанной с молоком. Откармливание продолжалось 2—4 недели. По дороговизне овса (1½—2 меры на каждого гуся) рекомендовали давать размоченный в воде ржаной хлеб с варёным тёртым картофелем и овсяную крупу, что влияло на бо́льшую твёрдость жира.

### Промышленное разведение
С переходом к промышленному гусеводству и использованию высокопродуктивных пород изменились как способы выращивания и разведения гусей, так и показатели продуктивности и воспроизводства птицы. Так, в настоящее время отличительной особенностью гусей от кур является увеличение яйценоскости с возрастом: на втором году по сравнению с первым она возрастает на 15—25 %, на третьем — на 30—40 %, у некоторых пород даже в возрасте 5 лет — на 10—25 % . Гусей используют на племя в среднем 5—6 лет, максимально до 8 лет. Половое соотношение в стаде — 3—4 гусыни на 1 самца. Гусят на мясо выращивают обычно до 6-месячного возраста, при массе 3—4 кг, а при интенсивной технологии — до 60—65-дневного возраста.
Содержание гусей на пастбище осуществляют обычно с мая по октябрь. Подкормку концентратами в это время делают минимальную, и она полностью исключается при выпасе птицы по стерне. В зимнее время часть концентратов в рационе заменяют грубыми и сочными кормами. Гусей содержат в неотапливаемых помещениях при естественном освещении. Подобная система гусеводства позволяет уменьшить затраты на кормление и содержание птицы, однако не способствует её высокой продуктивности. К тому же для выпаса необходимы значительные площади из расчёта 1 га пастбища (в зависимости от его продуктивности) на 10—80 голов в месяц.
При интенсивной системе содержания используют обогреваемые птичники, в которых имеется регулируемый световой режим при продолжительности светового дня 13—14 ч. Существуют следующие нормы плотности посадки гусей массой свыше 5 кг:
- в птичниках в центральных и северных районах России:
  - в племенных стадах — 1 голова на 1 м2,
  - в промышленных стадах — 1,5;
- в южных районах — соответственно 1,25 и 1,75 головы на 1 м2.

При меньшей живой массе плотность посадки гусей увеличивается.
Для кормления взрослых гусей маточного стада в племенной период используют следующий примерный рацион (г на голову в сутки):
- зерно — 215,
- жмыхи и шроты — 30,
- сочные и зелёные корма — 200—350,
- травяная мука — 70,
- дрожжи — 2,
- мел и ракушка — 2—3,
- костная мука — 2—3,
- поваренная соль — 1,5—2.

Количество сочных и зелёных кормов в рационе в неплеменной период увеличивается, а количество зерновых уменьшается. Корма птице насыпают в кормушки и оставляют их на ночь; в кормушках находятся также гравий и минеральные корма.

## Продукция гусеводства
Домашних гусей выращивают для производства гусиного мяса и других продуктов. По сведениям В. Т. Собичевского, хорошо откормленный гусь весит до 13 — 14 кг; у него 41 % от живого веса мяса, 32 % жира, 6 % костей и 21 % перьев и внутренностей, тогда как у неоткормленного — 46 %, 7 %, 9 % и 38 %. Кроме мяса, употребляемого в жареном, варёном, копчёном и солёном виде, живые и убитые гуси доставляют ещё перья и пух; у первых выщипывание из-под брюха и крыльев в прошлом производилось в Европе ежегодно в апреле, июле и октябре (у гусынь не раньше 6 недель после высидки яиц), причём получали в год около 230 г пуха и от 450 г (от гусыни) до 750 г (от гусака) пера. Убитый гусь давал 110 г пуха,110 г перинных перьев и 8—10 писчих перьев. Помёта, как удобрения, можно было иметь ежегодно 12,7 кг.
Мясо гусей содержит около 16 % белка и около 35 % жира. Его калорийность на 100 г составляет 1,3 МДж (около 320 ккал), что выше калорийности мяса других видов сельскохозяйственной птицы. К важным продуктам гусеводства относятся также пух, перо, пуховые шкурки. Гусиный жир считается хорошим средством при обморожениях.

## Откорм на жирную печень
Принудительное откармливание гусей для получения жирной печени практиковали ещё в Древнем Египте. Дарвин упоминал, «что римляне предпочитали печень белых гусей». В Эльзасе в конце XIX — начале XX веков гусей откармливали, держа в темноте и лишая возможности свободно двигаться. Такие гуси отличались необыкновенно большой печенью, которая и поступала в продажу прямо или в виде паштетов и т. п.

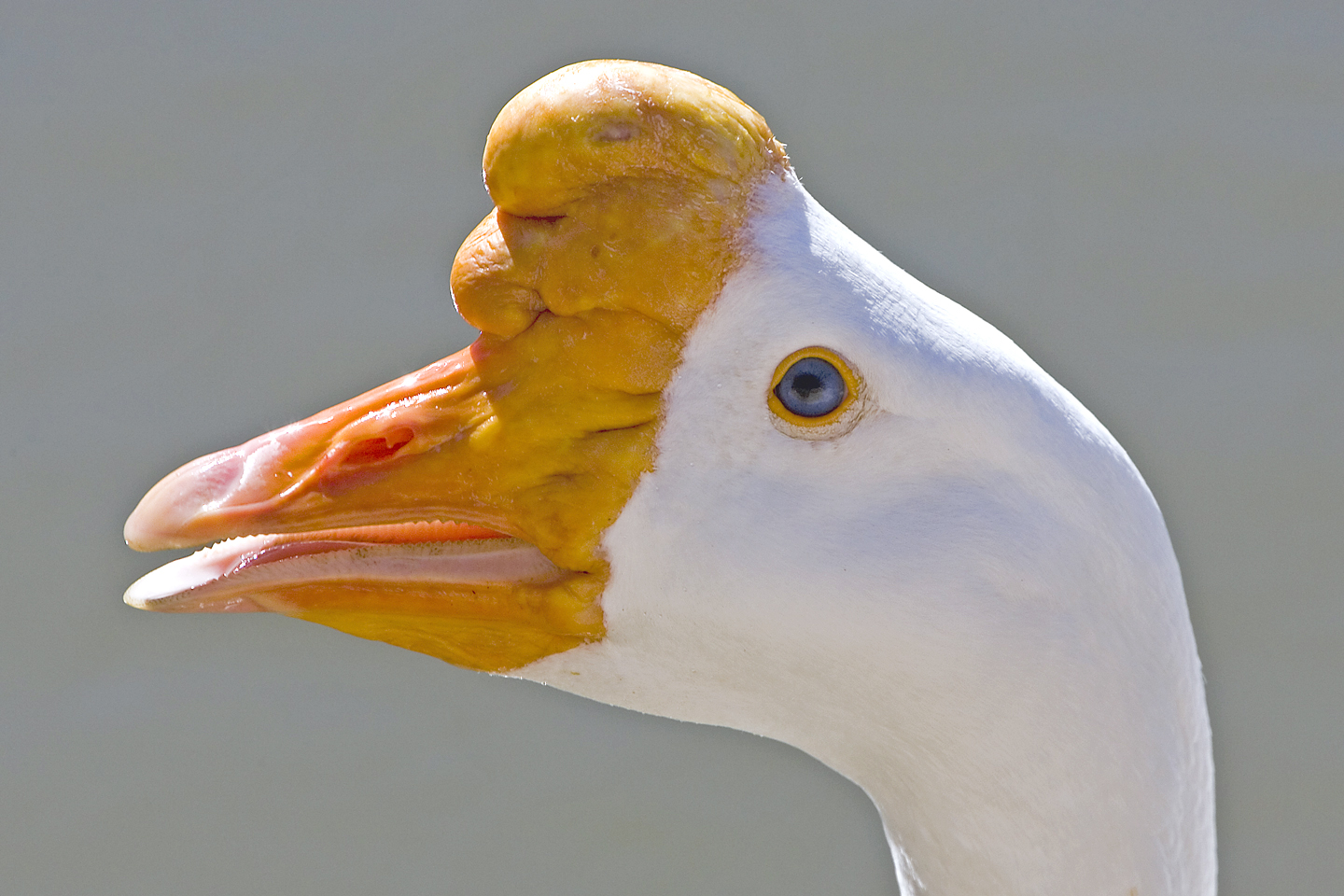
Ген шишки над клювом (Kb) определяет характерный шишкообразный нарост у китайской и производных от неё пород гусей

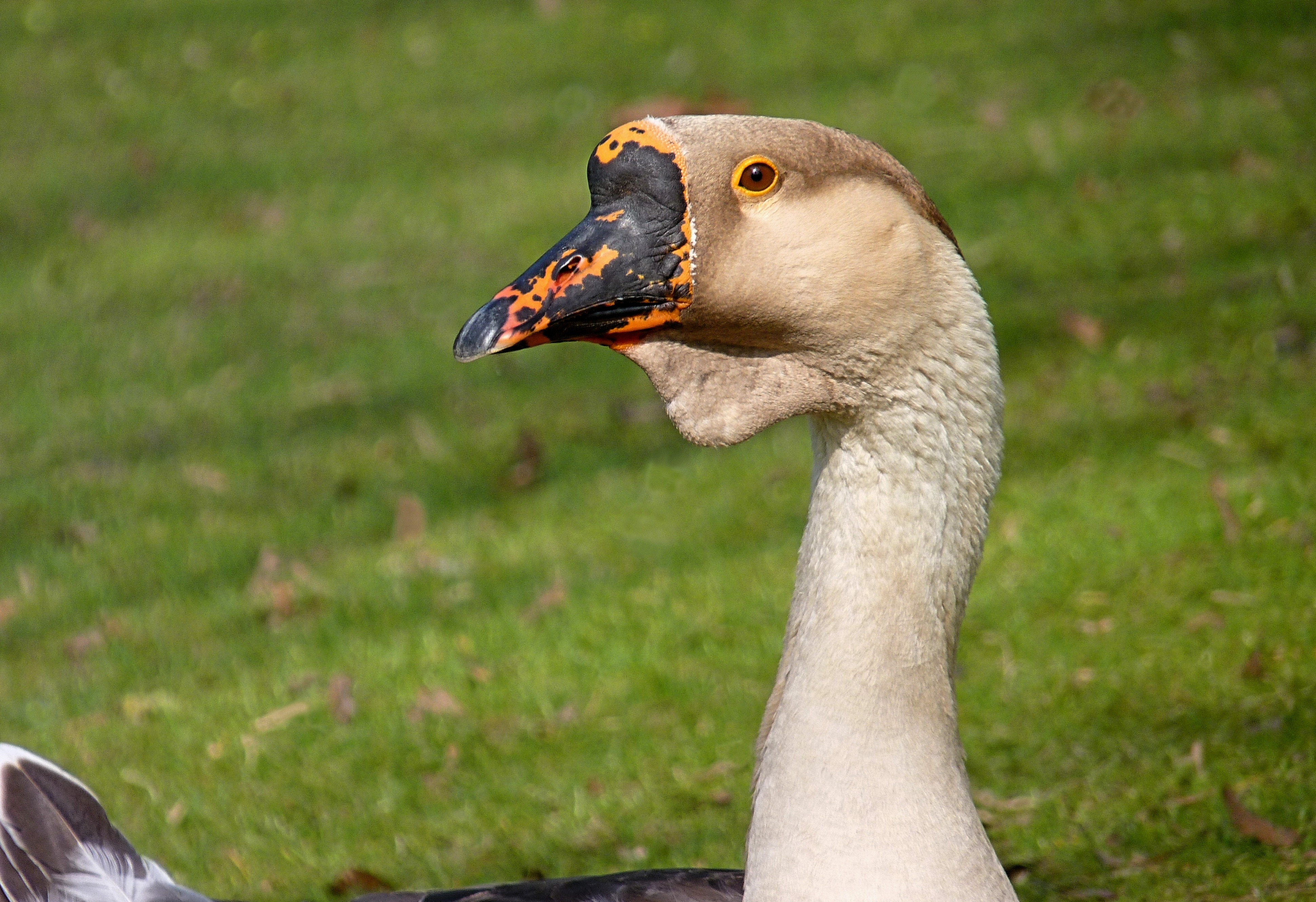
Одновременное проявление генов шишки над клювом (Kb) и «кошелька» (Dl)

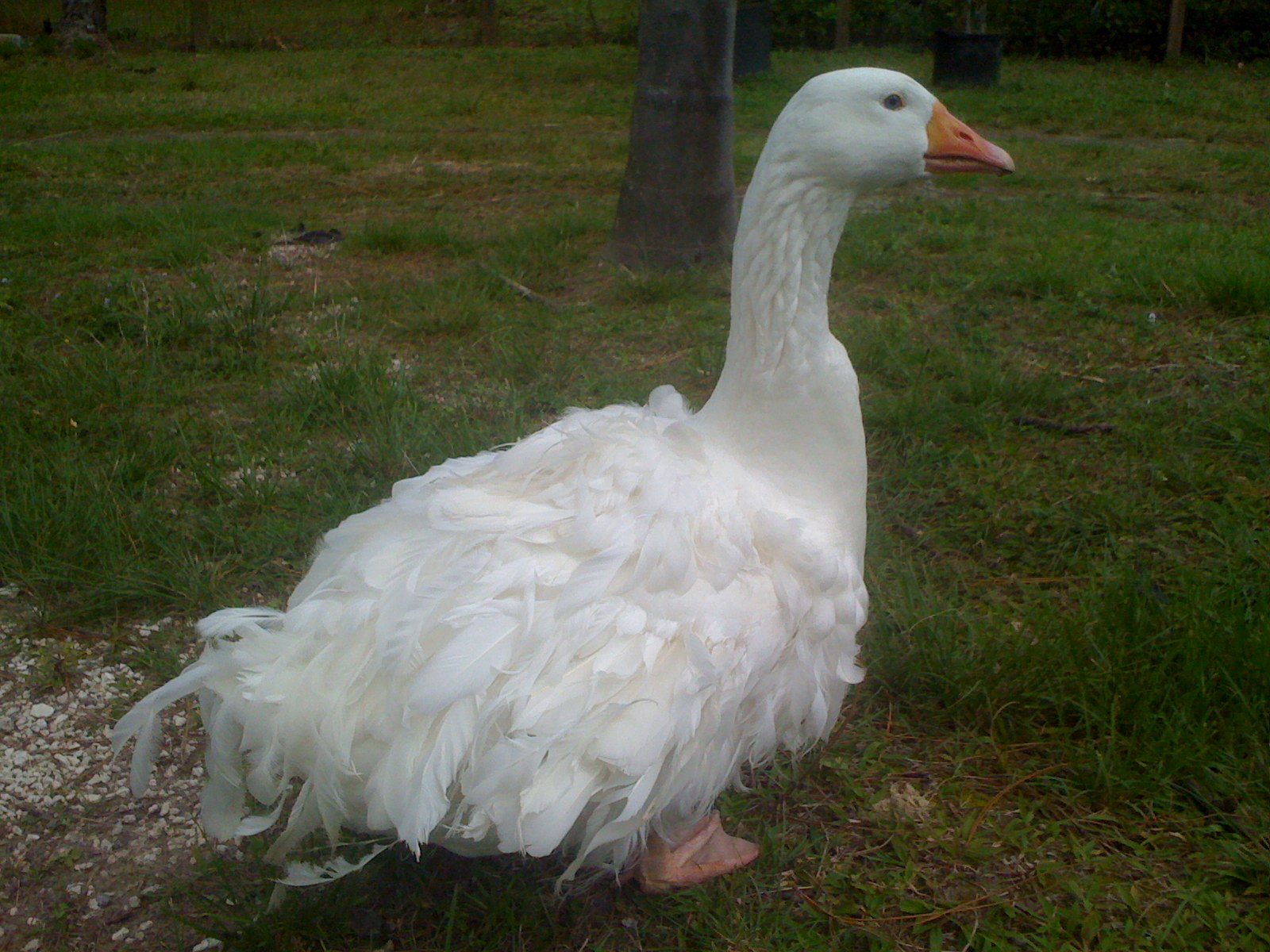
Ген курчавого пера (L) вызывает необычное оперение у севастопольских гусей

Традиционная технология откорма на жирную печень предполагала, что первое время откармливаемый гусь ел много; но потом приходилось обращаться к насильственному кормлению жидким тестом, вливаемым в горло через воронку, или катышками из ячменного, овсяного или гречневого зерна, проталкиваемыми в зоб. Печёнка бывала иногда в 4—5 раз больше обыкновенной и достигала до 2 фунтов (около 900 г) веса. Она шла на приготовление страсбургских пирогов и так называемого сыра из дичи (паштета). Для развития печёнки прибавляли в корм вещества, производящие раздражение и вызывающие жажду, как, например, перец, соль.
Ныне в ряде стран — в Венгрии, Польше, Франции и др. — развито специализированное производство гусиной печени (фуа-гра), а её масса может достигать 1 кг.

## Генетика
Классическая генетика
В работах по классической частной генетике гусей, с применением гибридологического анализа, выявлены гены окраски оперения и других дискретных морфологических признаков и определена генетическая структура некоторых гусиных пород по этим локусам, включая:
- аутосомный доминантный ген окраски оперения C+ — основной фактор окраски (например, у гусей пород венгерская, виштинес, арзамасская, кубанская серая, роменская, крупная серая); рецессивный аллель c — белое оперение (у кубанских белых и части арзамасских гусей);
- аутосомный рецессивный ген пятнистости sp — пятнистый рисунок пуха гусят (например, у венгерских, виштинес, арзамасских, словацких дунайских гусей и др.);
- сцепленный с полом (локализованный на Z-хромосоме) доминантный ген серой окраски оперения и отсутствия коричневого разбавления G+ — серое оперение (например, у арзамасских, кубанских серых, роменских, крупных серых, в скрытом состоянии — у венгерских, виштинес и словацких дунайских гусей);
- сцепленный с полом (на Z-хромосоме) доминантный ген разбавления окраски Sd — осветлённая окраска пуха гусят и белое оперение взрослой птицы (например, у венгерских, виштинес, словацких дунайских, части арзамасских гусей и др.);
- аутосомный доминантный ген полосы на шее Ns — тёмная полоса вдоль верхней стороны шеи (например, у кубанских, оброшинских, переяславских и части псковских лысых гусей);
- аутосомный доминантный ген белого нагрудника Wb — белое пятно на груди (например, у кубанских и оброшинских гусей);
- аутосомный доминантный ген шишки над клювом Kb — шишкообразный выступ на лбу (например, у кубанских и переяславских гусей);
- аутосомный доминантный ген складки на шее («кошелька») Dl — складка, свисающая под клювом (например, у переяславских гусей);
- аутосомный доминантный ген курчавого пера L — курчавое оперение (у севастопольских гусей[1]);
- сцепленный с полом (на Z-хромосоме) рецессивный ген светлой окраски конечностей b — осветление клюва и лапок гусят (у словацких дунайских гусей);
- аутосомный доминантный ген хохла Al (тип Alistál[21]) — хохол и костный нарост на макушке головы (у словацких хохлатых гусей);
- аутосомный доминантный ген хохла Cs (тип Csiffár[22]) — хохол на задней части головы (у словацких хохлатых гусей).

Аутосексинг
При разведении гусей применяется аутосексинг — сортировка суточного молодняка по полу на основании генетически обусловленных различий, в частности, с использованием сцепленных с полом генетических вариантов в окраске пуха гусят. Подобный способ сортировки также носит название колорсексинга (англ. colour sexing), и он может применяться как при чистопородном разведении, так и в скрещиваниях (кроссах).
У ряда белых пород гусей аутосексность выражается в том, что самцы в суточном возрасте имеют более светлую окраску пуха спины и головы, чем самки. В основе этих различий лежит дифференцированный эффект сцепленного с полом гена разбавления окраски Sd, который и приводит к большему осветлению пуха у суточных самцов, чем у самок.
Биохимическая генетика (полиморфизм белков)
В исследованиях с использованием гель-электрофореза обнаружен полиморфизм нескольких гусиных белков, включая:
- овомукоид (Om, ранее обозначался символом I)[27], — у богемских (чешских) белых и итальянских гусей;
- трансферрин, или кональбумин (Tf, ранее обозначался символом Co), — у богемских белых, итальянских, римских, ландских и рейнских гусей;
- овоглобулин G3 — у крупных серых гусей.

Установлено также, что по локусу овомакроглобулина (Omg) крупные серые гуси оказались мономорфными, как и по локусу Tf.
Молекулярная генетика
- Депонированные нуклеотидные последовательности в базе данных EntrezNucleotide, GenBank, NCBI, США: Anser anser — 650; A. cygnoides — 720 (по состоянию на 9 марта 2015).
- Депонированные последовательности белков в базе данных EntrezProtein, GenBank, NCBI, США: A. anser — 313; A. cygnoides — 278 (по состоянию на 9 марта 2015).

С целью обследования генетического разнообразия и филогенетического родства между породами и популяциями домашних гусей проводят их генотипирование с помощью генетических маркеров — минисателлитов, или ДНК-фингерпринтов (VNTR), и случайно амплифицируемой полиморфной ДНК (RAPD).
Геном: 1,44 пг (C-value; для домашнего гуся, происходящего от A. anser).
В 2012 году произведено полное геномное секвенирование китайского домашнего гуся, происходящего от A. cygnoides.